# Immaginazione morta immaginate
Immaginazione morta immaginate è una prosa breve di Samuel Beckett scritta in francese e pubblicata su "Les Lettres nouvelles" nell'ottobre-novembre 1965 e poi in inglese, tradotta dall'autore stesso, su The Sunday Times lo stesso anno. La prima edizione in volume, presso le Éditions de Minuit di Parigi nel 1967, è all'interno di Têtes-mortes. La traduzione in italiano, di Guido Neri, è apparsa per la prima volta nel volume Teste morte della collana Einaudi Letteratura della casa editrice di Torino nel 1969.

## Trama
Sono cinque pagine senza interruzioni collegate a Quello che è strano, via, in un periodo in cui Beckett sperimenta soluzioni cognitive e linguistiche per la propria preoccupazione con le linee curve, i cilindri, le cupole e gli spazi chiusi sul "tema della immaginazione morta eppure ancora consapevole della propria attività"
Due corpi bianchi sono schiena contro schiena, ognuno con il volto all'altezza delle natiche dell'altro, adagiati all'interno di una volta a forma di cranio, al limite dell'estinzione, immobili, eccezion fatta per un movimento casuale e asincrono di apertura dell'occhio sinistro, in entrambi ceruleo. Il resto sono descrizioni di variazioni di temperatura e stati di luce: "mummie fetali oscillanti tra la calma bianco-calda del prenatale e quella nero-fredda del post-mortem".

## Edizioni
- Samuel Beckett, Imagination morte imaginez, in Têtes-mortes, Éditions de Minuit, Paris, 1967
- id., Imagination Dead Imagine, in No's Knife, Calder, London, 1967
- id., Immaginazione morta immaginate, in Teste morte, trad. Guido Neri e Valerio Fantinel, "Einaudi Letteratura", Einaudi, Torino, 1969
- id., in Racconti e prose brevi, a cura di Paolo Bertinetti, "Letture", Einaudi, Torino, 2010, ISBN 978-88-06-20215-6